# Afrin (fiume)
L'Afrin (o Aafrîne) è un fiume lungo 197 km che nasce in Turchia, attraversa la Siria per circa 80 km per poi ritornare in Turchia, dove, nella pianura di Amik, sfocia nel fiume Oronte.
Nelle vicinanze di Aleppo il fiume forma delle cascate ed è attraversato da un ponte romano.
Nella valle del fiume Afrin si trova il sito archeologico di Ain Dara, sede di un'antica città neo-ittita, risalente al I millennio a.C. Nella stessa valle sono situate anche le rovine della cattedrale di Simeone Stilita il Vecchio, che fu costruita nel V secolo su una terrazza naturale, attorno alla colonna sulla quale si ritirò a vivere il santo.